# Pieter Brueghel (vliegtuig)

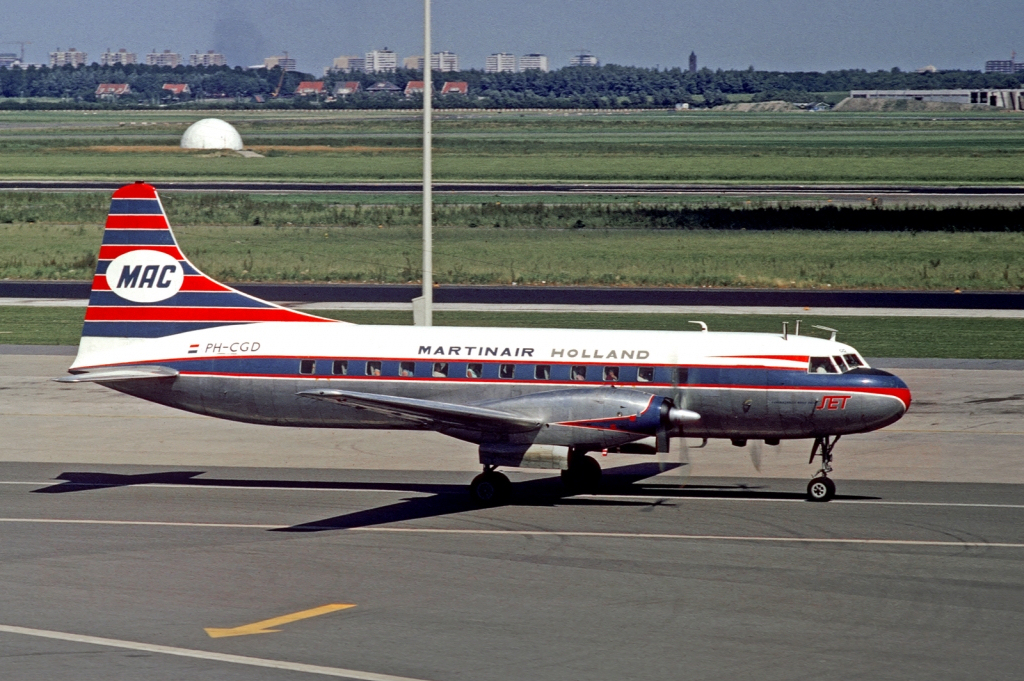
PH-CGD in Martinair-beschildering

Pieter Brueghel is een vliegtuig van het type Convair 340. De eerste eigenaar was KLM, eerst geregistreerd als PH-TGD en vanaf april 1954 als PH-CGD. KLM gaf het vliegtuig de naam Pieter Brueghel  en vloog er van september 1953 tot en met oktober 1963 mee. Daarna is het toestel verkocht aan Martins Air Charter. In 1964 is het vliegtuig door Convair omgebouwd tot type CV-640.
In juli 1971 is het vliegtuig verkocht aan Omni International Corporation, dat het als bedrijfsvliegtuig gebruikte. In de daaropvolgend jaren veranderde het vaak van eigenaar. In februari 1982 werd het toestel gekocht door Wright Air Lines dat het de registratie N861FW gaf. In 2012 is het verkocht aan de Mexicaanse luchtvaartmaatschappij Aeronaves TSM, dat het registreerde als XA-URL en als vrachtvliegtuig inzet. Het is onbekend of het toestel na 2017 nog gevlogen heeft.